# Casas de Ignacia Cardona
Las Casas de Ignacia Cardona se encuentran situadas en la calle Escoles Carrasquer número 2 de Sueca (Valencia), España.

## Edificio
Son obra del arquitecto local Buenaventura Ferrando Castells. Fueron construidas en el año 1913 y su estilo arquitectónico es el modernismo valenciano. Fueron construidas a instancias de Ignacia Cardona, perteneciente a la burguesía suecana, como viviendas obreras de alquiler para acoger a los trabajadores temporeros del cultivo y cosecha del arroz.
Se trata de un conjunto de seis viviendas unificadas, una de ellas situada en la calle Escoles Carrasquer número 2 que hace chaflán con la calle Magraner y las otras cuatro en la calle Magraner números 19, 21, 23, 25 y 27. Todas ellas constan de planta baja, primera altura y ático. 
De reducido presupuesto, exhiben un modernismo popular que se aprecia en la disposición de las puertas, ventanas y balcones y en la ornamentación de tipo vegetal de las barandillas de las ventanas y balcones con forja de hierro. 
Destaca también la utilización del ladrillo de forma ornamental en las puertas y ventanas de las plantas bajas, característica también típicamente modernista. El resto de la fachada tiene una ornamentación austera, propia del uso para el que fueron edificadas.